# عملیات والفجر مقدماتی
عملیات والفجر مقدماتی عملیات تهاجمی گسترده نیروهای مسلح ایران در جنگ ایران و عراق بود، که به مدت ۳ روز در بهمن‌ماه ۱۳۶۱ به فرماندهی سپاه پاسداران انقلاب اسلامی و مشارکت نیروی زمینی ارتش، در منطقه عماره، عراق انجام شد. در این عملیات نیروهای ایرانی برای نفوذ از یورش موج انسانی در مقابل نیروی زمینی عراق استفاده کردند، که در نهایت به دلیل لو رفتن نقشه عملیات قبل از آغاز حمله و اطلاع عراق از جزئیات طرح جنگی ایران تلفات زیادی به نیروهای ایرانی وارد شد و این عملیات با ناکامی نیروهای ایرانی، در ۲۱ بهمن ۱۳۶۱ به پایان رسید. صدام از این پیروزی به عنوان بزرگ‌ترین، شیرین‌ترین و بهترین پیروزی عمرش یاد کرد.
چند روز پس از آغاز عملیات والفجر مقدماتی، روز ۲۱ بهمن ۶۱، روح‌الله خمینی در سخنرانی‌اش دربارهٔ جنگ به تبلیغات دشمن اشاره کرد و گفت که دشمن می‌گوید: «در این نبرد آخر گاهی می‌گویند هفت هزار، گاهی می‌گویند پانزده هزار، ما از ایرانیان را - یعنی از این سپاهیان ایران را - کشتیم و از بین بردیم.» خمینی گفت که «بیش از چهار هزار[نفر] ما نفرستادیم در جبهه‌ها» در حالی که به استناد سایت مرکز اسناد و تحقیقات دفاع مقدس، این عملیات با این استعداد انجام گرفت: ۱۲۹ گردان پیاده، ۱۱ گردان زرهی، ۷ گردان مکانیزه و ۷ گردان توپخانه از سپاه و ۴ گردان پیاده و ۷گردان زرهی، ۶ گردان مکانیزه و ۱۶ گردان توپخانه از ارتش. به گزارش خبرگزاری ایسنا و خبرگزاری مهر به نقل از مرکز مطالعات و تحقیقات جنگ سپاه آمار تلفات بدین صورت است: ۵۰۱ تن از نیروهای خودی کشته، ۷۳۱۳ تن زخمی و ۳۱۱۶ تن مفقود شدند.
دربارهٔ عملیات والفجر مقدماتی هاشمی رفسنجانی معتقد بود: «یکی از مواردی که از امام مخفی کرده بودند، گزارش از تلفات عملیات والفجر مقدماتی بود.» می‌گوید آن زمان فرمانده نبود، اما «با اطلاعاتی که معمولاً از جاهای مختلف می‌گرفتم، متوجه شدم که تلفات ما واقعاً وحشتناک بود. تا جایی که تا آخر رسماً گفته نشد آمار تلفات انسانی ما در شهادت، جانبازی و اسارت چه قدر بود.»

## پیش زمینه
هدف عملیات والفجر مقدماتی، تسخیر شهر عماره، در غرب فکه بود. نیروهای ایرانی در این عملیات ۶ لشکر پیاده، شامل ۲ لشکر پشتیبانی از نیروی زمینی ارتش و لشکرهای تازه تأسیسی که از نیروهای داوطلب پاسدار و بسیجی تشکیل می‌شد، شرکت کرد. هدف اصلی نیروهای ایرانی از انجام عملیات والفجر مقدماتی، تصرف زمینی به وسعت ۱۲۰ مایل مربع، از اراضی عراق بود. مهندسی موانع در این منطقه که توسط عراقی‌ها انجام شده بود، به همراهی وضعیت خاص جغرافیایی منطقه، به شکست عملیات والفجر مقدماتی انجامید. نیروی زمینی عراق ۳ شیار بزرگ در این منطقه حفر نموده بود، که از تپه‌ها تا لبه نیزارهای این منطقه ادامه داشت، که به شکل یک نیم‌دایره، دور تا دور منطقه عماره ترسیم شده بود. به این ترتیب برای نیروهای مسلح ایران در این نبرد، چاره‌ای جز حمله از سرزمین‌های آبی یا حمله از ارتفاعات پست و عبور از یک منطقه نسبتاً باز، باقی نمانده بود.

## اهداف عملیات
نیروهای ایرانی در طرح عملیاتی والفجر مقدماتی، دو هدف را دنبال می‌کردند، نخستین هدف تصرف پل غزیله بود و چنانچه این مرحله از عملیات با موفقیت انجام می‌شد، تصرف شهر عماره به عنوان دومین هدف در این عملیات، در دستور کار نیروهای ایرانی قرار می‌گرفت.

## جغرافیای منطقه
منطقه عملیاتی والفجر مقدماتی، از شمال به مناطق میشداغ و برقازه، از جنوب به هورالهویزه، از شرق به چذابه و شهر بستان و از غرب به شهر عماره، عراق و رودخانه دجله، منتهی می‌شد. در این منطقه چندین رودخانه وجود دارد؛ رودخانه دویریج که از کوه‌های شمال منطقه سرچشمه گرفته و به منطقه هورالسناف می‌ریزد و رودخانه میمه که سرچشمه آن از ارتفاعات ایلام است و به هور بن‌عمران منتهی می‌شود.

## استعداد نیروها

### عراق
مسئولیت پدافند از منطقه‌ای که عملیات والفجر مقدماتی در آن انجام می‌شد (از منطقه چیلات تا هورالعظیم) برعهده سپاه چهارم نیروی زمینی عراق بود. یگان‌های زیرمجموعه سپاه چهارم شامل:
- لشکر ۱۴ پیاده؛ شامل: تیپ ۴۲۱ پیاده، تیپ ۴۲۲ پیاده، تیپ ۱۸ پیاده کوهستانی، تیپ گردان تانک سیف سعد. منطقه گسترش لشکر ۱۴ از شیب تا پاسگاه دویریج و مقر فرماندهی آن نیز در غرب تقاطع جاده چذابه به غزیله، با جاده صفریه بود.
- لشکر ۱ مکانیزه؛ شامل: تیپ ۱۰۸ پیاده، تیپ ۵۰۱ پیاده، تیپ ۱ مکانیزه و نیز تیپ‌های ۹۲، ۹۳ و ۹۴ پیاده، ۳۴ زرهی و ۲۷ مکانیزه به عنوان احتیاط این لشکر. منطقه گسترش این لشکر از پاسگاه دویریج تا پاسگاه پیچ‌انگیزه و مقر فرماندهی آن نیز در جنوب منطقه بزرگان بود.
- لشکر ۱۰ زرهی؛ شامل: تیپ ۱۷ زرهی، تیپ ۴۲ زرهی، تیپ ۳۴ زرهی، تیپ ۲۴ مکانیزه، تیپ ۴۱۲ پیاده. منطقه گسترش این لشکر از پیچ انگیزه (شیار بجلیه) تا جنوب غربی دهلران (چیلات) بود.
- نیروهای احتیاط؛ شامل: لشکر ۳ زرهی، در منطقه شرق هورالسناف جنوبی؛ تیپ ۳۰ زرهی از لشکر ۶ زرهی، در منطقه جنوب زبیدات؛ تیپ ۱۶ زرهی از لشکر ۶ زرهی، در منطقه عماره؛ تیپ ۲۵ مکانیزه از لشکر ۶ زرهی، در منطقه شرق هورالسناف؛ تیپ ۳۷ زرهی از لشکر ۱۲ زرهی؛ در منطقه بزرگان؛ تیپ ۱۰۱ پیاده گارد مرزی، در منطقه عماره؛ تیپ ۱۰ زرهی وابسته به ستاد کل، در شمال عماره؛ تیپ‌های ۴۸ پیاده و ۴۹ زرهی از لشکر ۱۱، در منطقه عماره؛ تیپ ۵۱ زرهی مختلط، در منطقه فکه؛ یک تیپ از گارد رئیس‌جمهوری، در منطقه بند بزرگان؛ تیپ ۷۰۴ پیاده، در منطقه صفریه تا رشیده.[۱۲]

### ایران
پس از عملیات محرم، سپاه پاسداران در صدد گسترش سازمان رزم خود برآمد و پیش از عملیات والفجر مقدماتی، اقدام به تشکیل ۳ سپاه عملیاتی نمود. بر همین اساس؛ لشکر فتح، به سپاه سوم صاحب‌الزمان تبدیل شد و سازمان تمامی تیپ‌های تابعه آن به جز تیپ ۴۴ قمربنی‌هاشم، به لشکر ارتقاء یافت. لشکر ظفر، سپاه ۱۱ قدر را تشکیل داد و در پی آن، تیپ ۲۷ و تیپ ۳۱ عاشورا آن، به لشکر ارتقاء یافتند و تیپ ۱۸ جوادالائمه، تیپ ۲۱ امام رضا و تیپ ۳۹ امام صادق نیز لشکر ۵ نصر را تشکیل دادند و یک تیپ مستقل نیز تحت عنوان تیپ ۱۰ سیدالشهداء تشکیل شد. لشکر ۱۹ فجر با تیپ ۳۳ المهدی، تیپ امام‌سجاد و تیپ ثارالله، به سپاه هفتم حدید، تبدیل شد و تیپ ۴۱ ثارالله که به لشکر ۴۱ ثارالله ارتقاء یافته بود، به همراه لشکر ۱۶ قدس؛ شامل: لشکر ۷ ولی‌عصر و تیپ ۱۵ امام‌حسن، همچنین لشکر ۸ نجف، تحت امر سپاه هفتم قرار گرفتند.
در عملیات والفجر مقدماتی، ۳ قرارگاه عملیاتی بنام‌های قرارگاه کربلا، قرارگاه قدس و قرارگاه نجف، تحت فرماندهی قرارگاه مرکزی خاتم‌الانبیاء قرار داشت:
- قرارگاه کربلا:
  - لشکر ۱۴ امام حسین با ۸ گردان
  - لشکر ۲۵ کربلا با ۱۱ گردان
  - لشکر ۱۷ علی‌بن‌ابیطالب با ۱۴ گردان
  - تیپ ۴۴ قمربنی‌هاشم با ۵ گردان
- قرارگاه قدس:
  - لشکر ۷ ولی‌عصر با ۱۲ گردان
  - تیپ ۱۵ امام‌حسن با ۱۰ گردان
  - لشکر ۸ نجف با ۱۴ گردان
  - لشکر ۴۱ ثارالله با ۱۱ گردان
  - لشکر ۱۹ فجر با ۲۴ گردان
- قرارگاه نجف:
  - لشکر ۲۷ محمد رسول‌الله با ۲۴ گردان
  - لشکر ۳۱ عاشورا با ۱۳ گردان
  - تیپ ۱۰ سیدالشهدا با ۷ گردان
  - لشکر ۱۶ زرهی قزوین (از ارتش) با ۶ گردان تانک و ۶ گردان مکانیزه
  - تیپ ۸۴ پیاده لرستان (از ارتش) با ۴ گردان پیاده و ۱ گردان تانک

استعداد توپخانه شرکت‌کننده در عملیات والفجر مقدماتی:
- توپخانه ارتش: ۱۶ گردان
- توپخانه سپاه: ۷ گردان

## طرح عملیات
در طراحی عملیات والفجر مقدماتی که توسط سپاه پاسداران طراحی شده بود، عملیات با تک نیروهای عمل‌کننده قرارگاه‌های کربلا و نجف، به طرف منطقه عماره آغاز می‌شد. در مرحله اول، قوای قرارگاه نجف در محور طاووسیه تا رشیده، حدفاصل خط تا کانال‌های آخر را تصرف کرده و در مرحله دوم با ادامه تک، جناح راست تا حاشیه جنوبی منطقه دویریج (پشت جاده فکه) را تصرف نمایند. نیروهای قرارگاه کربلا نیز می‌بایست با استفاده از معابر وصولی جای پای تصرف شده، توسط قرارگاه نجف را تا منطقه چذابه ادامه داده و در پشت کانال، اقدام به پدافند نمایند. در مرحله دوم عملیات، نیروهای ایرانی باید با پاکسازی منطقه شرق غزیله و شمال هورالهویزه، اقدام به تأمین سرپل غزیله و تأمین جناح قوای کربلا می‌کردند. در صورتی که اهداف مراحل اول و دوم عملیات تحقق می‌یافت، چنین پیش‌بینی شده بود که با بازسازی یگان‌ها، عملیات در مرحله سوم به سمت عماره ادامه یابد.

## اجرای عملیات
در حالی که عدم موفقیت نیروهای مسلح ایران در عملیات رمضان، دورنمای پیش‌روی در شرق بصره را برای ایرانی‌ها، دور از دسترس نشان می‌داد، در مقابل موفقیت آنها در عملیات محرم و تسلط بر زمین‌های تخت استان میسان، دست‌یابی به شهر عماره، عراق را برای ایرانی‌ها امکان‌پذیر کرده بود. به همین منظور، منطقه رملی، غرب ارتفاعات میشداغ، حدفاصل فکه تا چذابه، از سوی نیروهای ایرانی، برای انجام عملیات والفجر انتخاب شد.

## لو رفتن عملیات
پیش از آغاز عملیات، نشانه های زیادی از لو رفتن آن مشاهده می شد به طور مثال روحانی پیش نماز، اطلاعات خیلی دقیقی از عملیات را در بین نمازها برای سربازان شرح می داد.به زودی جزئیات حمله نیروهای ایرانی در تمام محافل خارجی و داخلی پخش شد به طوری که ظهیرنژاد در نامه ای خطاب به نیروی زمینی ارتش می نویسد حالا که خبر حمله بزرگ مغازه به مغازه، خانه به خانه و در همه محافل گفته می شود خواهشمند است یک نسخه از طرح این عملیات را به ستاد مشترک ارسال دارید تا مورد بررسی و اظهار نظر قرار گیرد.در ادامه و با نزدیک تر شدن به زمان اجرای حمله، اسارت چند سرباز اطلاعات عملیات ایران توسط عراق و پناهنده شدن چند نیروی ایرانی به سازمان مجاهدین خلق تردیدی در فاش شدن جزئیات عملیات باقی نمی گذارد تا جایی که برخی فرماندهان ایرانی می گفتند:دشمن دقیقا می داند از کجا می خواهیم حمله کنیم.با این حال با وجود لو رفتن
نقشه های جنگی ایران،عملیات آغاز می شود.

## نبرد
عملیات مقدماتی والفجر در ششم فوریه ۱۹۸۳ آغاز شد و نشان داد که ایرانی‌ها تمرکز خود را از جنوب به جبهه‌های مرکزی و شمالی تغییر داده‌اند. ایران با استفاده از ۲۰۰٫۰۰۰ نفر از آخرین نیروهای ذخیره داوطلب خود در جبهه‌ای به طول ۴۰ کیلومتر، عملیات خود را در اطراف عماره آغاز نمود. یک لشکر زرهی از ارتش ایران، به سمت سومار در جبهه مرکزی پیشروی کرد، تا ۷ لشکر پیاده، که از جنوب به شهر دزفول منتقل شده بودند را پشتیبانی نماید. عراقی‌ها از این تحرکات ایرانی‌ها و تمرکز قوای ایران در جبهه مرکزی و احتمال یورش موج انسانی نیروهای داوطلب ایرانی در جبهه مرکزی آگاهی داشتند، با این حال عملیات در بهمن ماه سال ۱۳۶۱ آغاز شد. این عملیاتی بود که ایران می‌خواست به واسطه آن جنگ را به داخل خاک عراق بکشاند و مدتها آن را به تعویق انداخته بود. ایران می‌خواست دو شهر عماره و شبیب را تصرف کند و به بزرگراه بغداد و بصره برسد، تا ارتباط بصره را با باقی شهرهای عراق، قطع نماید. در جنوب ۲ لشکر پیاده‌نظام و ۲ لشکر زرهی، ۲ هنگ مرزی، یک هنگ چترباز و یک لشکر از نیروهای بسیج، با پشتیبانی یک گردان توپخانه، سعی در جدا نمودن خاک بصره، از سایر عراق را داشت.
در برابر نیروهای مسلح ایران، سپاه چهارم عراق قرار داشت، که از ۲ لشکر پیاده، یک لشکر مکانیزه و ۲ لشکر زرهی تشکیل شده بود. حمله به شهر شبیب، در ۶۰ کیلومتری پرتگاه‌های تپه‌ای متوقف شد، جنگل‌ها و جریان شدید رودخانه نیز مسیر شهر عماره را مسدود نمود. هنگامی که سرانجام ایرانی‌ها به نزدیکی شهر عماره رسیدند، نیروی هوایی عراق اقدام به مسدود کردن پشتیبانی هوایی نزدیک نیروهای ایرانی که از هلیکوپتر استفاده می‌کردند، نمود. با این حال پاتک نیروهای عراقی نیز توسط ایرانی‌ها زمین‌گیر شد. حملات متعدد و پاتک‌ها به سیر قهقرایی حمله به سنگرها و در نهایت به جنگ تن به تن انجامید. ایرانی‌ها خود را در مقابل خطوط مقدم زمین‌گیر نمودند با این حال پاتک عراقی‌ها به برتری تاکتیکی عراق نینجامید، چرا که هزاران نیروی ایرانی در این زمان حملات توپخانه‌ای را متوجه بصره، خانقین و مندلی کردند.
در اواسط این عملیات، رادیو دولتی ایران، خبر آزادی ۱۲۰ کیلومتر مربع از اراضی ایران را اعلام کرد. ولی واقعیت بسیار غم‌انگیز بود، چرا که همچنان سپاه پاسداران از نیروهای داوطلب بسیجی در یورش موج انسانی، برای عبور از منطقه ممنوعه استفاده می‌کرد، که این یورش‌ها، با اجرای آتش فرسایشی عراقی‌ها همراه می‌شد. سربازان ایرانی که با تجهیزاتی ناچیز مجهز شده بودند و از پشتیبانی مناسبی نیز برخوردار نبودند، با یورش به خطوط مقدم ارتش عراق، سعی در نفوذ داشتند. خطوطی که در آنها، پیاده‌نظام عراقی‌ها در شیارها سنگر گرفته بودند و از سنگرهای خود به راحتی نیروهای داوطلب ایرانی را مورد هدف قرار می‌دادند. در این میان صدها سرباز نوجوان ایرانی کشته شدند و بسیاری پس از مجروح شدن، به اسارت درآمدند. عملیات والفجر مقدماتی را می‌توان نخستین شکست تهاجمی گسترده ایران در خاک عراق دانست، که به اهداف خود نیز نائل نشد. هر چند عملیات رمضان نیز با وجود پیشروی گسترده ایران در خاک عراق به اهداف خود نرسید.

## فیلم شیار ۱۴۳
فیلم شیار ۱۴۳ بر اساس روایتی از عملیات والفجر مقدماتی ساخته شده‌است. این فیلم در سی و دومین دوره جشنواره فیلم فجر، برنده سیمرغ بلورین بهترین فیلم از نگاه تماشاگران شد.